# San Benedetto Po
San Benedetto Po és un municipi situat al territori de la província de Màntua, a la regió de la Llombardia, (Itàlia).
San Benedetto Po limita amb els municipis de Bagnolo San Vito, Borgoforte, Moglia, Motteggiana, Pegognaga, Quistello i Sustinente.
Pertanyen al municipi les frazioni de Bardelle, Brede, Gorgo, Mirasole, Portiolo, San Siro, Villa Garibaldi, Zovo

## Galeria

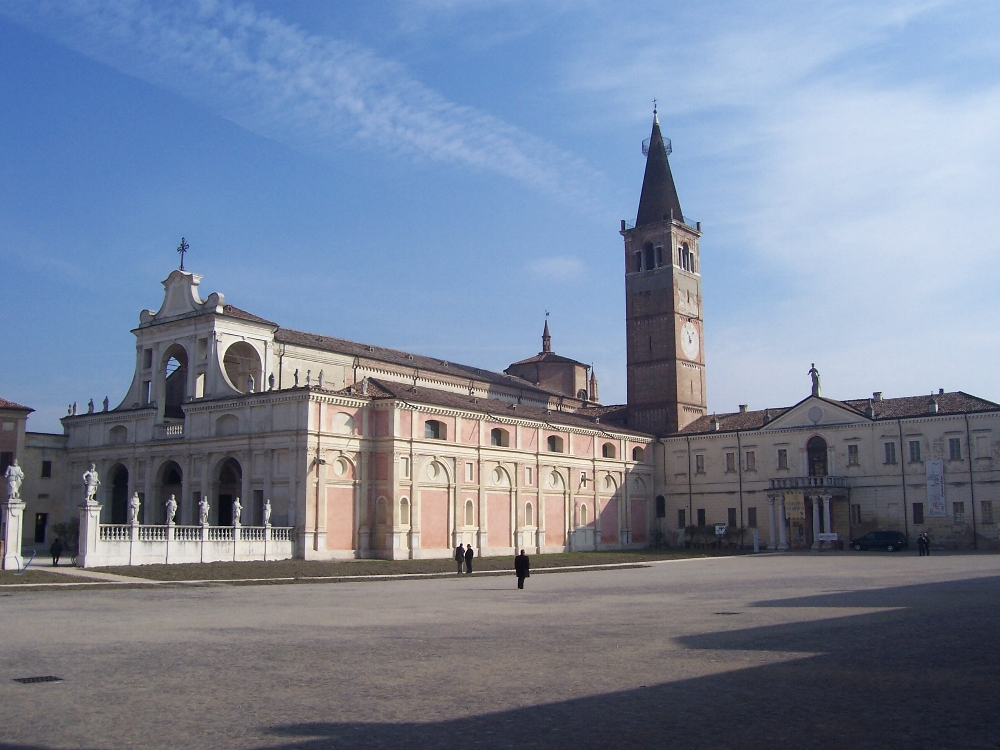
Abadia
Localització de San Benedetto Po a la província de Màntua